# Jean-Paul Moerman
Jean-Paul Moerman (Doornik, 14 augustus 1952) is een Belgisch voormalig politicus en emeritus magistraat.

## Levensloop
Jean-Paul Moerman promoveerde in 1975 tot licentiaat in de rechten aan de Université libre de Bruxelles. Hij vestigde zich als advocaat bij de balie te Bergen, wat hij was van 1975 tot 2000. Tevens was hij van 1979 tot 1988 leraar aan de Cours provinciaux d'administration van de provincie Henegouwen en van 1997 tot 2001 beheerder voor de publieke sector bij de Université de Mons-Hainaut.
In 1995 werd hij lid van de Kamer van volksvertegenwoordigers voor de PRL voor het arrondissement Bergen, wat hij bleef tot in 2001. In de Kamer was hij voorzitter van de commissie Legeraankopen en ondervoorzitter van de commissies Naturalisaties en Landsverdediging. Hij was van 1995 tot 2000 ook gemeenteraadslid van Bergen, waar hij fractieleider voor zijn partij was.
Bij Koninklijk Besluit van 16 mei 2001 werd hij benoemd tot rechter bij het Arbitragehof (later Grondwettelijk Hof). Hij bleef dit tot 13 augustus 2022, toen hij de leeftijdsgrens van 70 jaar bereikte en ontslag moest nemen bij het Grondwettelijk Hof.